# Korpus Landsturmu Thorn

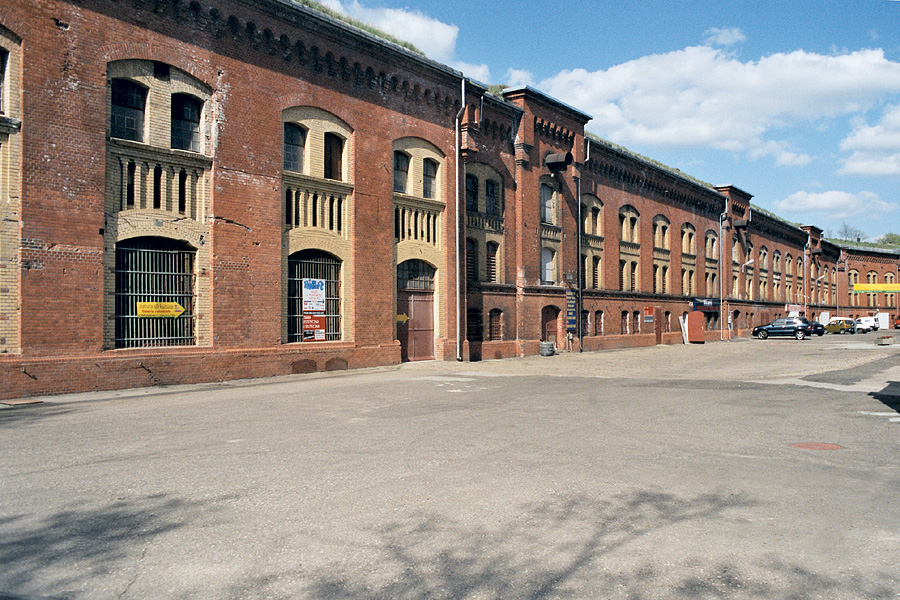
Twierdza Toruń - piekarnia i magazyn

Korpus Landsturmu Thorn (albo Korpus Dickutha) – korpus składający się z Polaków, wcielonych do armii niemieckiej podczas I wojny światowej.
Sformowana w lutym 1915 dywizja o nazwie „Korpus Dickutha”, przemianowana w sierpniu 1915 na 87 Dywizję Piechoty.

## Skład
Dywizja składała się z: 
- Brygada Landsturmu Griepenkerl - późniejsza 173 Brygada Piechoty,
- Brygada Landsturmu Normann - późniejsza 179 Brygada Piechoty